# Lista jednostek Armii Unii ze stanu Alabama

Flaga stanowa Alabamy nawiązująca do flagi Skonfederowanych Stanów Ameryki

Stan Alabama na mapie USA

Lista jednostek Armii Unii ze stanu Alabama w czasie wojny secesyjnej 1861–1865.

## Piechota
- 1 Ochotniczy Pułk Piechoty Alabamy (ciemnoskórych) (1st Alabama Volunteer Infantry Regiment (African Descent))
- 2 Ochotniczy Pułk Piechoty Alabamy (ciemnoskórych) (2nd Alabama Volunteer Infantry Regiment (African Descent))
- 3 Ochotniczy Pułk Piechoty Alabamy (ciemnoskórych) (3rd Alabama Volunteer Infantry Regiment (African Descent))
- 4 Ochotniczy Pułk Piechoty Alabamy (ciemnoskórych) (4th Alabama Volunteer Infantry Regiment (African Descent))

## Kawaleria
- 1 Pułk Kawalerii Alabamy Unii (1st Alabama Cavalry Regiment (Union))
- 1 Niezależna Kawaleria Vidette Tennessee i Alabamy (1st Tennessee & Alabama Independent Vidette Cavalry)

## Artyleria
- 1 Pułk Artylerii Ciężkiej Alabamy (ciemnoskórych) (1st Regiment Alabama Siege Artillery (African Descent)) - oddział artylerii oblężniczej